# Дворик в Делфте
«Дворик в Делфте» (нидерл. De binnenplaats van een huis in Delft) — картина нидерландского художника Питера де Хоха, представителя Золотого века голландской живописи.

## Описание
На «Дворике в Делфте» в характерной для делфтского периода Хоха манере чётко изображена бытовая архитектура. Кажется, что здания и внутренний двор важнее персонажей, выглядящих отстранёнными. Каменная табличка над дверным проёмом изначально располагалась над входом в монастырь Иеронимусдейл (Hieronymusdale) в Дельфте. Она гласит: «Это долина Святого Иеронима, если ты хочешь достичь терпения и смирения. Так как мы должны сначала спуститься, чтобы вознестись». После закрытия монастыря табличка была перенесена на стену в саду за каналом. Две женские фигуры также присутствуют на картине «Интерьер голландского дома» (1658), а женщина в чёрном и красном есть и на картине «Мальчик, приносящий хлеб» (1663).
Удачное соединение композиции со множеством мелких деталей создаёт завораживающий эффект. Общее впечатление гармонии нарушается такими деталями, как ветхость кирпичной стены в правой части по сравнению с домом в левой части картины, а также двойная перспектива дворика и коридора за аркой. Природа, представленная кустарником над непрочной крышей и виноградной лозой, прикрывающей табличку над аркой, наступает на тщательно выметенный дворик. Метла на переднем плане является символом «хорошо организованного домашнего хозяйства», в котором даже старые или часто используемые предметы, такие как метла и ведро, ухожены и безупречны. Таким образом художник создаёт «интимно-городской» пейзаж, ставший одной из основных тем голландского искусства того времени.

## Провенанс
Картина была задокументирована Хофстеде де Гроотом в 1908 году и каталогизирована Джоном Смитом и де Гроотом.
Картина оставалась в Нидерландах до 1825 года, пока ее не купил сэр Роберт Пиль. Гравировку произвел Пол Адольф Рэджон. В 1871 году ее продал сын Пила сэр Роберт Пиль, 3-й баронет, вместе с остальной частью коллекции произведений искусства его отца в Лондонскую национальную галерею, где она была записана под номером 835 в каталоге 1906 года.

## Интересные факты

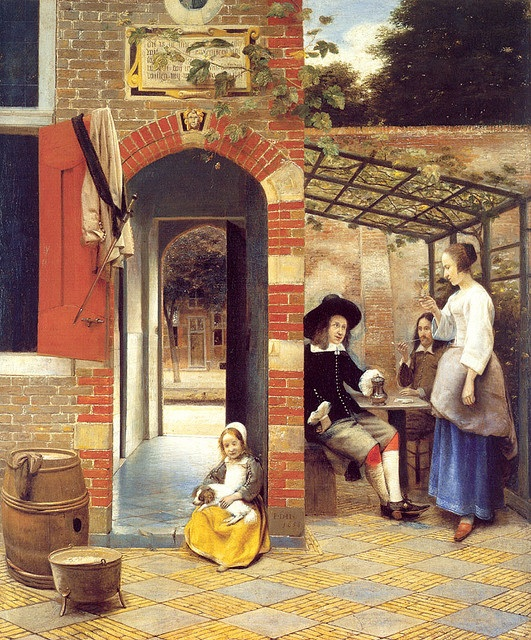
«Два пьющих вино мужчины и женщина в беседке»

- «Дворик в Делфте» упоминается в одном из стихотворений Дерека Махуна[3].
- Тот же двор с некоторыми изменениями присутствует на картине Хоха «Два пьющих вино мужчины и женщина в беседке», написанной в 1658 году.